# Urbanisme tactique

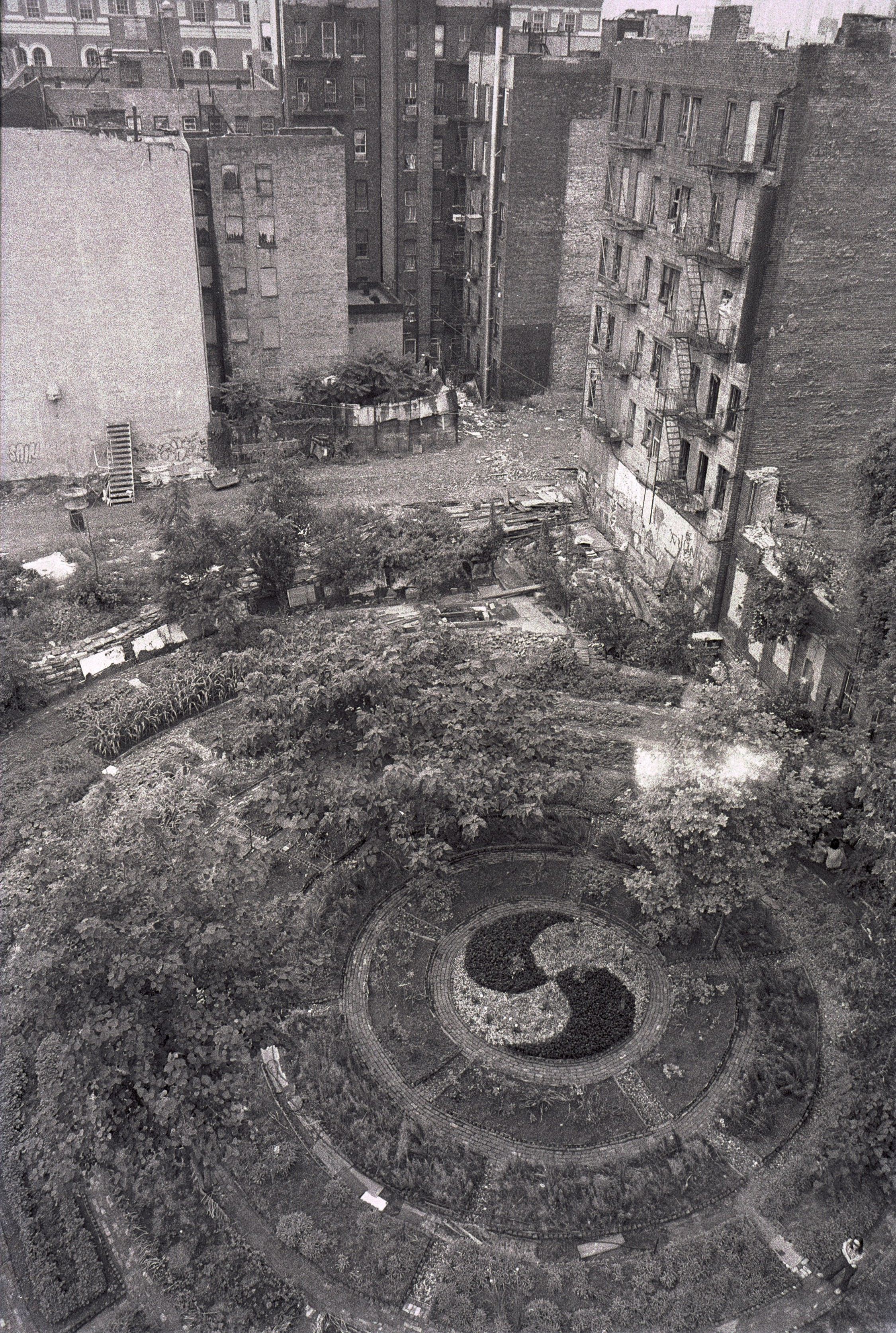
Photographie du jardin urbain de Adam Purple, un activiste du "Guerilla Gardening", dans le Lower East Side. 1984

L’urbanisme tactique désigne un urbanisme citoyen, participatif et éphémère, porté par des habitants, des communautés et/ou des militants, qui mobilise souvent les ressorts de l’art et de l’évènementiel. Il vise une transformation de la ville pour la rendre plus conviviale et accueillante, et encourage un questionnement sur les usages de cette ville. Trois critères permettent de le caractériser : sa petite échelle, son coût réduit et sa réalisation à court terme. Le terme « acuponcture urbaine » est également utilisé pour désigner ces aménagements de petite dimension. La ville durable, la concertation des habitants et l'espace public sont au cœur des pratiques de l'urbanisme tactique.
L'urbanisme tactique se construit en réaction à un urbanisme institutionnel, parfois jugé lent et sans concertation. Il s'intéresse au caractère « social » de la ville là où l'urbanisme stratégique vise généralement la création ou requalification d'infrastructures physiques ou communicationnelles. Dans certains cas, il existe ainsi une possibilité d'articulation entre urbanisme stratégique et urbanisme tactique : l'appel à projets de végétalisation à Paris en est un exemple.

## Histoire
Le premier exemple célèbre d’urbanisme tactique vient de San Francisco, à l’automne 2005 : le studio Rebar loue une place de parking et y installe « un parc public temporaire ». Du gazon, un banc et un arbre en pot sont ainsi posés pour deux heures. Les membres de Rebar se retirent et observent. Ce Parklet est devenu ensuite Parking Day,, un phénomène mondial, qui se tient le troisième week end de septembre.
D’autres exemples d’actions citoyennes sont considérés comme des cas d’urbanisme tactique et, car d’origine américaines, ils ont gardé une appellation anglophone. Les plus connus sont :
- Chairbombing[8].En 2001, un collectif de Brooklyn, Do Tank, propose aux habitants de ce quartier pauvre en mobilier urbain de fabriquer eux-mêmes le mobilier dont ils ont besoin, à partir de matériaux de récupération.
- Guerilla Gardening. Ce terme désigne un mouvement d'activisme politique, utilisant le jardinage comme moyen d'action environnementaliste, pour défendre le droit à la terre, la réforme agraire, la permaculture.
- Playstreet[9]. Des habitants bloquent la circulation dans leur rue pour proposer des jeux et rencontrer leurs voisins.

## Coronavirus / printemps 2020

### Contexte
La crise particulière liée au Coronavirus en 2020 a fait ressurgir l’urbanisme tactique et l’a considérablement médiatisé. Le confinement imposé dans une immense partie du monde et les gestes barrières conseillés ont eu des conséquences favorables à cette résurgence : une très forte réduction du trafic automobile, le maintien de la circulation à vélo et le besoin de distance pour les piétons.  
Certaines collectivités, telles Bogota en Colombie et Montpellier en France, ont ainsi très rapidement installé des aménagements provisoires donnant plus de place aux cyclistes (surnommés en France « coronapistes »). Ces aménagements pour les cyclistes sont également envisagés de façon plus pérenne afin de donner des alternatives au recours massif à la voiture et à la promiscuité dans les transports en commun, lors du déconfinement. Avec le même objectif, la distanciation physique, des villes ont également mis en place des aménagements spécifiques pour les piétons.

### Réserves et analyses post-mise en place
Certains experts en mobilité  émettent toutefois quelques réserves très rapidement après ces premières réalisations. Ils estiment que ces mesures ne seront pas suffisantes car elles ne permettront pas d’absorber les flux quotidiens dans les grandes villes et que les moyennes et petites villes n’auront pas les moyens nécessaires pour définir et mettre en œuvre ces aménagements.
Après quelques semaines ou mois d'utilisation, certaines villes, telles Argenteuil et Marseille, ont déjà renoncé à ces pistes temporaires. Elles semblent toutefois être des exceptions.